# Naftan
Die Naftan-Raffinerie ist eine belarussische staatliche Erdölraffinerie mit Sitz in Nawapolazk. Seit 3. Juni 2022 steht die Naftan-Raffinerie unter internationalen Sanktionen der Europäischen Union.

## Geschichte
Die Nawapolazker Raffinerie wurde zwischen 1958 und 1963 gebaut. Die Produktion begann im Jahr 1963, das erste Produkt war Benzin. Ursprünglich war die Kapazität der Raffinerie auf die Verarbeitung von 6 Millionen Tonnen Rohöl pro Jahr ausgelegt.
Vorstandsvorsitzender des Unternehmens ist zur Zeit Andrey V. Soiko.
Seit dem Jahr 2008 gehört das chemische Unternehmen „Polymir“ zur Naftan-Raffinerie. Polymir produziert petrochemische Produkte wie Polyethylen niedriger Dichte (LDPE), Acrylfasern und Produkte der organischen Synthese.
2022 wurde das Unternehmen auf die Sanktionsliste der Europäischen Union aufgenommen. Begründet wurde die Aufnahme damit, dass Naftan eine wichtige Devisenquelle für das Regime von Alexander Lukaschenko sei und dabei auch von dem Regime profitiere. Nach der gefälschten Präsidentenwahl 2020 habe die Unternehmensführung Beschäftigte unter Druck gesetzt und entlassen, die sich an den Protesten gegen die Wahlmanipulation beteiligt hätten.

## Produkte
Die Produktion der Naftan-Raffinerie hat ein heizölaromatisches Profil für die Verarbeitung von Erdölrohstoffen. Das ermöglicht, eine komplexe Verarbeitung von Kohlenwasserstoffrohstoffen durchzuführen, um die folgenden Hauptprodukte zu erhalten:
- Kraftstoffe (Benzin, Dieselkraftstoff, Heizöl, Turbinenöl und Turbinen-Motoröl Jet A-1, Heizöl, Schweröl);
- einzelne aromatische Kohlenwasserstoffe (Benzol, Toluol, Orthoxylol, Paraxylol);
- Schmieröle (Motoröl, Getriebeöl, Kompressoröl);
- Straßenbaubitumen und Dachbitumen;

Das Unternehmen verfügt über Anlagen zur Rohöldestillation, Sekundärverfahren (Hydrotreating, Reforming, Isomerisierung, Herstellung und Rückgewinnung aromatischer Kohlenwasserstoffe), Mild- und Hochdruck-Hydrocracking-Verfahren, Visbreaking und thermisches Cracken, komplexe Verfahren für Öle und Bitumen-Produktion.
Erdöl wird in mehr als 40 Einheiten verarbeitet, was ermöglicht, eine breite Palette raffinierter Produkte zu erhalten.

## Sanktionen
Am 22. August 2011 verhängten die USA Sanktionen gegen Naftan. Sie wurden 2015 vorübergehend ausgesetzt. 2021 wurden die Sanktionen gegen Naftan erneuert.
Im Rahmen des sechsten Pakets von EU-Sanktionen nahm der Rat der Europäischen Union am 3. Juni 2022 die Naftan-Raffinerie sowie sieben weitere belarussische Unternehmen (JSC Belaruskali, JSC Belarusian Potash Company, JSC Grodno Tobacco Factory Neman, LLC Inter Tobacco, JSC Managing Company of Holding Belkommunmash, Beltamozhservice, Belteleradiocompany) in eine Liste von Unternehmen auf, gegen die Sanktionen verhängt sind.
Laut einer Pressemitteilung des Rates der Europäischen Union vom 3. Juni 2022 hat die EU beschlossen, den Kauf, Import oder Transfer von Rohöl und bestimmten Mineralölprodukten aus Russland und Belarus in die EU zu verbieten. Der Ausstieg aus russischem Öl wird zwischen 6 Monaten für Rohöl und 8 Monaten für andere raffinierte Produkte dauern.
Ebenfalls 2022 wurde Naftan in die Sanktionslisten der Schweiz, Kanadas und der Ukraine aufgenommen.